# Kampfmittelbeseitigungsdienst Niedersachsen

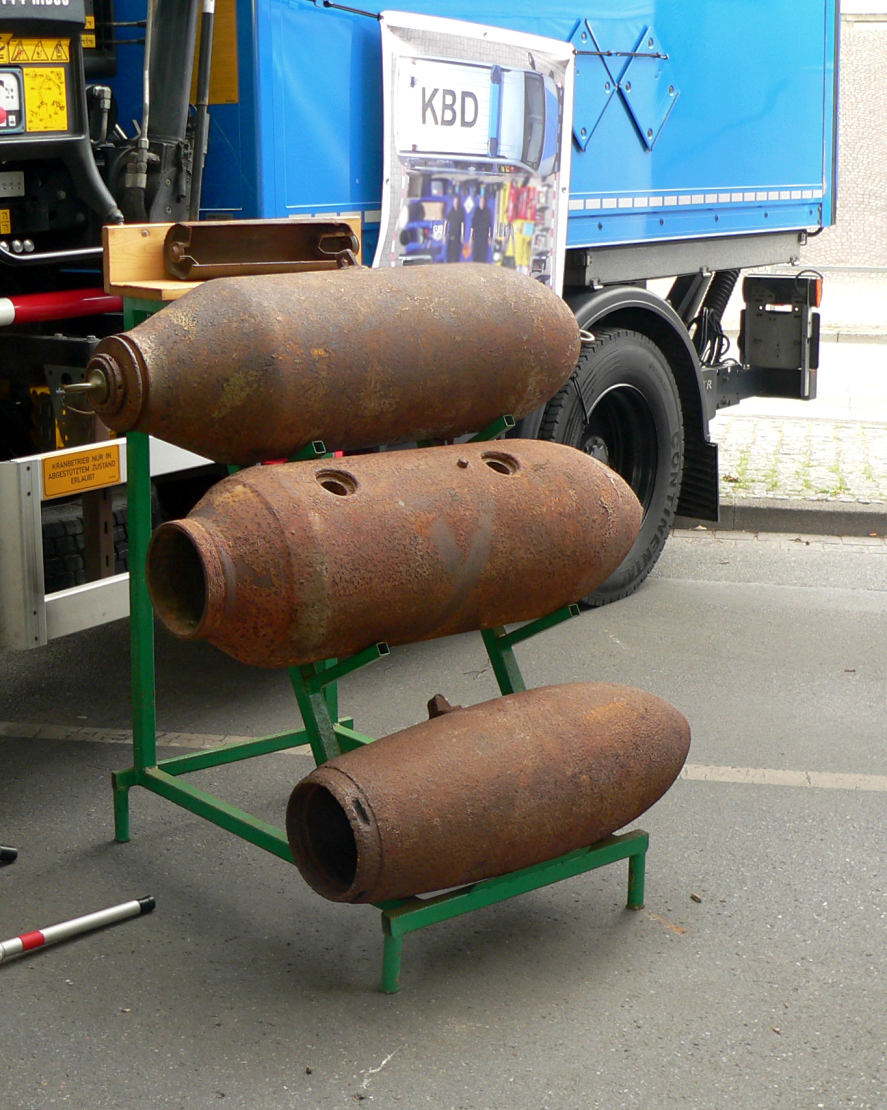
Präsentation von entschärften Fliegerbomben beim Tag der Niedersachsen, 2022

Der Kampfmittelbeseitigungsdienst Niedersachsen (KBD) ist eine Einrichtung des Landes Niedersachsen zur Kampfmittelbeseitigung im zivilen Bereich durch Bergung, Entschärfung, Transport und Vernichtung von Kampfmitteln aus dem Ersten und Zweiten Weltkrieg.

## Beschreibung
Dem Kampfmittelbeseitigungsdienst Niedersachsen gehören 44 Mitarbeiter (Stand: 2017) an, von denen 22 Beschäftigte im Außendienst tätig sind. Darunter sind sieben Sprengmeister. Standorte bestehen in Hannover, Munster und Achternholt. Jährlich bestreitet die Einrichtung durchschnittlich 1000 Einsätze, bei denen im Schnitt 100 Tonnen Kampfmittel geborgen, entschärft, gesprengt oder entsorgt werden. 2017 waren es beispielsweise 725 Einsätze und rund 130 Tonnen Munition. In der Nordsee gibt es vermehrt Munitionsfunde durch den Bau von Offshore-Windparks.
Ein besonderer Tätigkeitsbereich des Kampfmittelbeseitigungsdienstes ist seit 1973 die Suche nach Bombenblindgängern durch die Auswertung alliierter Luftbilder aus der Zeit des Zweiten Weltkriegs. Dabei wird auf rund 130.000 Luftbildaufnahmen zurückgegriffen, die sich derzeit (2018) in der Digitalisierung befinden. Die gezielte Luftbildauswertung erfolgt vor allem für Bauanträge, von denen der KBD durchschnittlich 2500 im Jahr bearbeitet. Die Angliederung des KBD 2012 an das Landesamt für Geoinformation und Landesvermessung Niedersachsen erfolgte auch vor dem Hintergrund, um die dort vorhandene Kompetenz bei Luftbildern zu nutzen.

## Geschichte

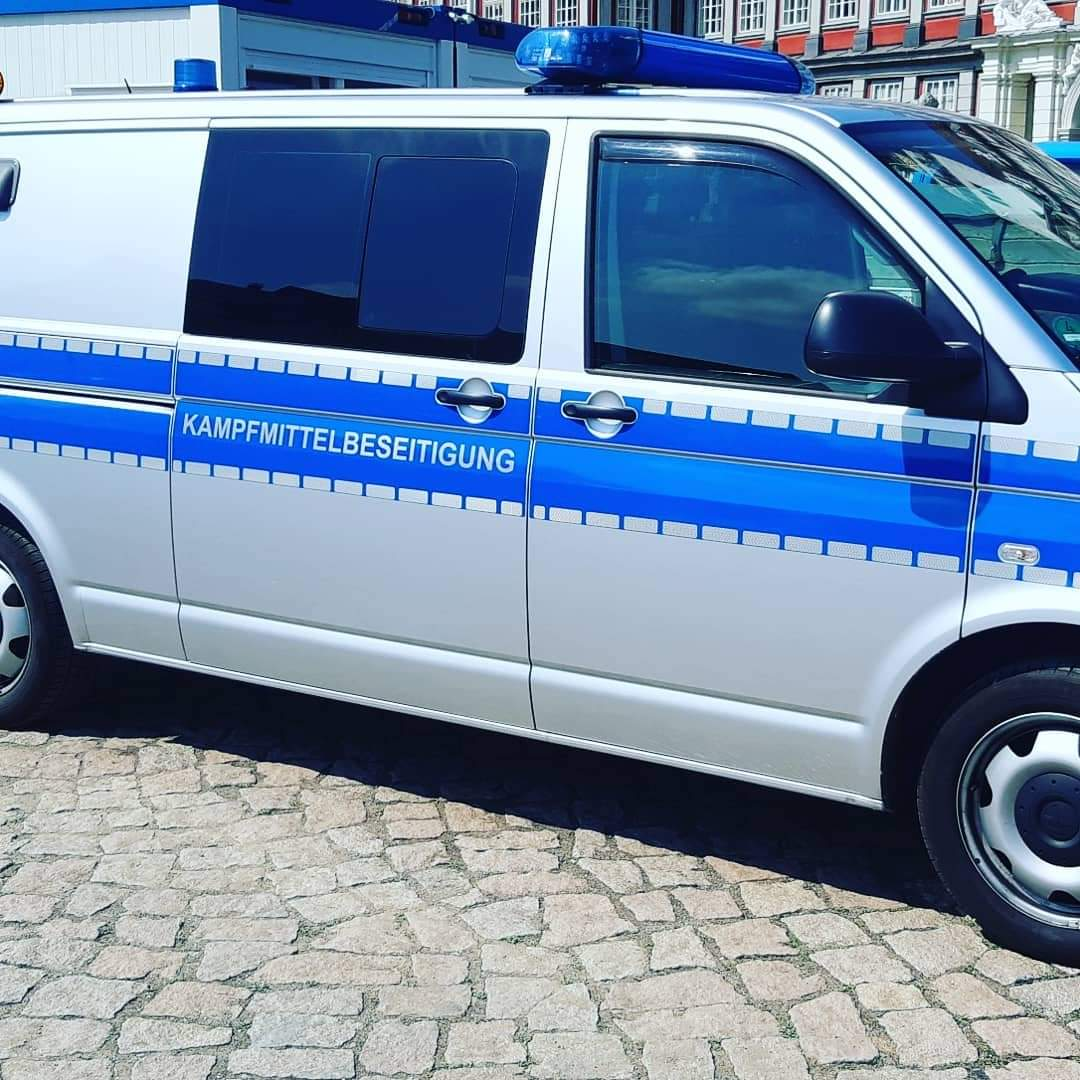
Einsatzfahrzeug des Kampfmittelbeseitigungsdienst Niedersachsen im Einsatz in Wolfenbüttel (2018)

Der Kampfmittelbeseitigungsdienst wurde auf Anordnung des niedersächsischen Innenministeriums am 11. März 1948 in Hannover als Bombenräumkommando für das Land Niedersachsen gegründet. Zuvor erfolgte seit 1945 die Kampfmittelbeseitigung in Niedersachsen, das zur britischen Besatzungszone gehörte, durch oder unter Aufsicht der Britischen Rheinarmee. In Hannover, Osnabrück und Oldenburg gab es städtische Bombenräumkommandos.
Seit ihrer Gründung 1948 ist die Einrichtung mehrfach umorganisiert und umbenannt worden. 1958 erfolgte eine Umbenennung in Munitionsräumgruppe und 1974 in Kampfmittelbeseitigungsdienst, der der Polizeidirektion Hannover angegliedert war. Ab 1994 bis zur Auflösung der Bezirksregierungen in Niedersachsen im Jahr 2004 gehörte der KBD als Dezernat 505 zur Bezirksregierung Hannover. Danach war er Teil der Zentralen Polizeidirektion in Hannover. 2012 wurde der Kampfmittelbeseitigungsdienst aus der Polizei Niedersachsen ausgegliedert und als Dezernat dem Landesamt für Geoinformation und Landesvermessung Niedersachsen zugeordnet.
Seit seiner Gründung 1948 hat der Kampfmittelbeseitigungsdienst bis 2018 etwa 35.000 Tonnen Kampfmittel, darunter mindestens 14.000 Bomben, geräumt und unschädlich gemacht. Dabei wurden neun Mitarbeiter getötet und mehrere schwer verletzt. Der schwerwiegendste Unfall ereignete sich am 1. Juni 2010 in Göttingen bei der unkontrollierten Detonation eines Bombenblindgängers mit Langzeitzünder. Drei Mitarbeiter kamen ums Leben und weitere wurden verletzt.
Eine Bombenräumung mit einer der größten Evakuierungen in Deutschland führte der Kampfmittelbeseitigungsdienst am 7. Mai 2017 in Hannover durch, als rund 50.000 Menschen ihre Häuser und Wohnungen verlassen mussten. Dabei wurden drei Blindgänger entschärft.